# Flustra nordenskjoldi
Flustra nordenskjoldi is een mosdiertjessoort uit de familie van de Flustridae. De wetenschappelijke naam van de soort is voor het eerst geldig gepubliceerd in 1929 door Kluge.